# Вила Белмиро
Стадион Урба́но Калде́йра, более известный как «Ви́ла Белми́ро», — футбольный стадион в городе Сантус (штат Сан-Паулу, Бразилия). Стадион принадлежит футбольному клубу «Сантос». Многие матчи клуб проводит на других аренах в Сан-Паулу из-за небольшой вместительности Вилы Белмиро — 16 798 зрителей.
Стадион назван в честь Урбано Калдейры, игрока (1913—1917), тренера (1913—1932) и руководителя «Сантоса». Однако значительно более распространено именование по району расположения стадиона — «Вила Белмиро».

## История

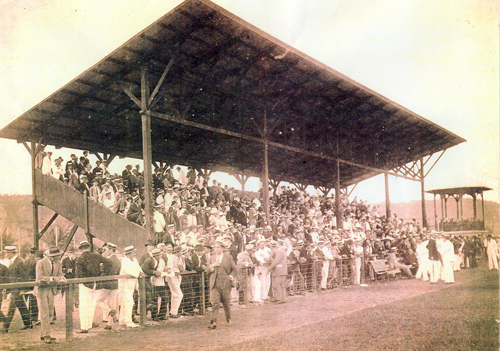
Трибуны стадиона во время открытия в 1916 году

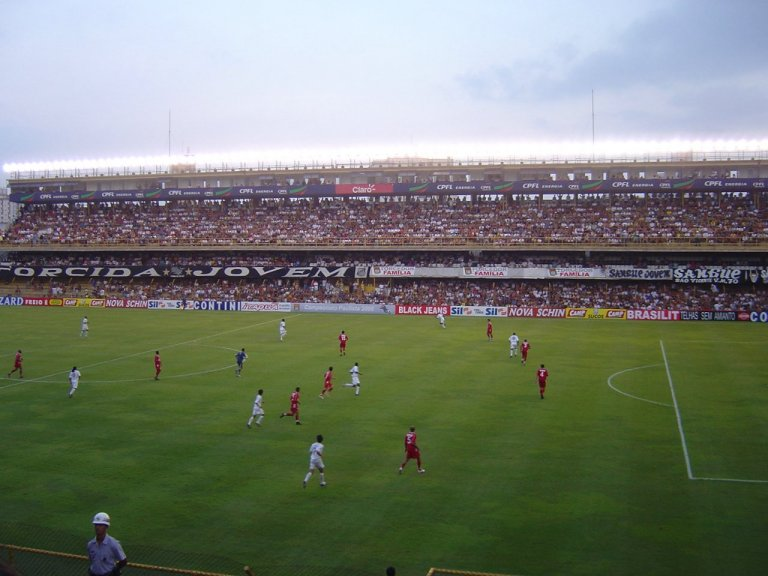
«Сантос» принимает «Можи-Мирин» в Лиге Паулисте 2006 года.

Футбольный клуб «Сантос» был образован в 1912 году и несколько лет использовал небольшую площадку в районе Макуко, но, поскольку она не соответствовала минимальным требованиям по размерам поля, клуб арендовал стадион «Игрежа Корасон ди Мария» на авениде Ана Коста. В 1915 году руководители клуба начали разрабатывать план строительства собственного стадиона. В следующем году клубу был выделен участок в 16 500 м² и началось строительство арены. 12 октября того же года стадион был торжественно открыт, но первая игра состоялась лишь 10 дней спустя. «Сантос» в рамках чемпионата штата принимал «Ипирангу» и одержал победу со счётом 2:1. Автором первого гола на новом стадионе стал Афонсо Миллон-младший.
Количество зрителей на протяжении почти века существования стадиона изменялось, однако никогда «Урбано Калдейра» не относился к числу крупных арен. В сентябре 1964 года был установлен абсолютный рекорд по количеству болельщиков — на матче между «Сантосом» и «Коринтиансом» присутствовало 32 986 человек. В 1970-е годы на трибунах «Вилы Белмиро» ещё четыре раза фиксировалось свыше 30 тысяч зрителей. Однако даже такой показатель с большим трудом соответствовал требованиям КОНМЕБОЛ.
2 сентября 1962 года на «Виле Белмиро» прошёл ответный финальный матч Кубка Либертадорес между «Сантосом» и двукратным (и действующим) победителем, «Пеньяролем». Команда Пеле в первой игре одержала победу на Сентенарио 2:1. На «Виле Белмиро» матч был остановлен на 54-й минуте при счёте 3:2 в пользу уругвайцев. На трибунах возникли серьёзные потасовки и оставшиеся 39 сыгранных минут КОНМЕБОЛ признала «товарищеским матчем», причём за эти «товарищеские» минуты игрок «Сантоса» Паган забил третий мяч. В переигровке на Монументале бразильский клуб победил 3:0, прервав гегемонию «Пеньяроля» и впервые в истории завоевав главный континентальный трофей.
В качестве домашней арены для игры за Межконтинентальный кубок 1962 года против «Бенфики» «Сантос» использовал Маракану. Маракана использовалась и в финале Кубка Либертадорес 1963 года против «Боки Хуниорс», и в двух (с учётом переигровки) матчах за Межконтинентальный кубок 1963 против «Милана». В 2003 году «Сантос» принимал «Боку» в финале Кубка Либертадорес на Морумби, а в 2011 году обыграл «Пеньяроль» на Пакаэмбу, завоевав свой третий континентальный титул.
После реконструкций, особенно после 1997 года, стадион принимает не более 16 798 зрителей.
Помимо финала Кубка Либертадорес 1962 года, изредка «Вила Белмиро» всё же принимал матчи крупных соревнований. Среди них:
- Матч  Перу —  Боливия (3:0) в рамках чемпионата Южной Америки 1949 года. Состоялся 27 апреля в присутствии 12 тысяч зрителей[8].
- Финал Кубка КОНМЕБОЛ в 1998 году —  «Сантос» —  Росарио Сентраль — 1:0 (в ответном матче команды сыграли вничью и «Сантос» стал обладателем трофея).

С учётом того, что «Сантос» является одним из самых титулованных и известнейших в мире бразильских футбольных клубов, у руководства «рыб» периодически возникают планы строительства более вместительного стадиона, соответствующего статусу «Сантоса»; к тому же это избавило бы от необходимости постоянно арендовать стадионы в Сан-Паулу. Одним из последних таких планов было строительство стадиона в Кубатане на 40 тыс. зрителей. Однако по состоянию на конец 2014 года эти планы не реализованы.
В 2014 году «Вила Белмиро» использовался в качестве тренировочного стадиона для сборной Коста-Рики, дошедшей до 1/4 финала чемпионата мира по футболу.

## Музей

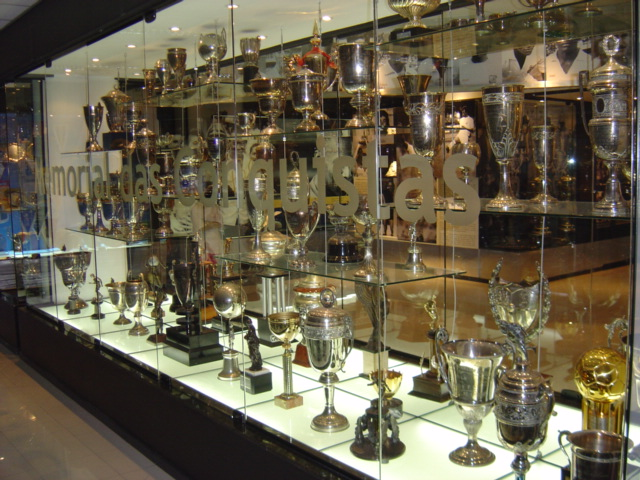
«Мемориал достижений».

В 2003 году при стадионе был открыт музей клуба, названный Memorial das Conquistas («Мемориал достижений»).